# Saint-Hilaire-les-Andrésis
Saint-Hilaire-les-Andrésis è un comune francese di 1 011 abitanti situato nel dipartimento del Loiret nella regione del Centro-Valle della Loira.

## Società

### Evoluzione demografica
Abitanti censiti